# Pultenaea adunca
Pultenaea adunca är en ärtväxtart som beskrevs av Porphir Kiril Nicolai Stepanowitsch Turczaninow. Pultenaea adunca ingår i släktet Pultenaea och familjen ärtväxter. Inga underarter finns listade i Catalogue of Life.